# Psychédélices
Psychédélices (рус. Психо-сладости) — третий студийный альбом французской певицы Ализе/ Пластинка поступила в продажу 3 декабря 2007 года спустя неделю после цифрового релиза (26 ноября) через Fnac, Virgin Music France, iTunes. Первый сингл «Mademoiselle Juliette» попала в радиоэфир в сентябре 2007 года, а видеоклип вышел на французском MSN 16 ноября 2007 года.
В июле 2022 года французский лейбл Paradize Music (позднее — La Pocket Factory) выпустил в стриминговых сервисах remastered-версию альбома, в марте 2023 — в том числе на физических носителях.

## Коммерческий успех
Psychédélices не получил коммерческого успеха во Франции, достигнув только второго и десятого места в цифровом и альбомном чартах.
Но в Мексике он стал популярным, и в течение трёх дней смог достичь 44 места в Top 100, и 14 в международном чарте. Пиком стали 21 и 3 место, после чего альбом покинул чарты. Но спустя время он неожиданно возвратился в хит-парады Мексики, и достиг 15 и 2 места в этих двух чартах. В 2008 году диск стал 52 среди самых продаваемых альбомов Мексики.
К июню 2008 года по всему миру было продано 300 000 копий.

## Список композиций
| №   | Название                | Текст песни                    | Музыка                                   | Длительность |
| --- | ----------------------- | ------------------------------ | ---------------------------------------- | ------------ |
| 1.  | «Mademoiselle Juliette» | Jean Fauque · Jérémy Chatelain | Chatelain                                | 3:02         |
| 2.  | «Fifty-Sixty»           | Fauque · Chatelain             | Chatelain                                | 3:45         |
| 3.  | «Mon Taxi Driver»       | Fauque                         | Chatelain                                | 3:11         |
| 4.  | «Jamais plus»           | Daniel Darc                    | Frédéric Lo                              | 3:28         |
| 5.  | «Psychédélices»         | Fauque                         | Chatelain                                | 4:37         |
| 6.  | «Décollage»             | Oxmo Puccino                   | Kore · Chatelain                         | 3:52         |
| 7.  | «Par les paupières»     | Puccino                        | Chatelain · Nellson · Sylvain Carpentier | 4:29         |
| 8.  | «Lilly Town»            | Fauque · Chatelain             | Chatelain                                | 3:57         |
| 9.  | «Lonely List»           | Darc                           | Lo                                       | 3:55         |
| 10. | «Idéaliser»             | Fauque · Chatelain             | Chatelain                                | 4:00         |
| 11. | «L’Effet»               | Fauque                         | Bertrand Burgalat                        | 3:44         |

### CD+DVD Tour Edition
25 июня 2008 года был выпущен сборник Psychédélices CD+DVD Edition, включавший бонус-треки, DVD и новую обложку. За первую неделю разошлось 50 000 копий, что дало альбому золотой статус. Награда была вручена певице 26 июня 2008 года во время её автограф сессии в Мехико (второй за всю карьеру).
| №   | Название                                    | Текст песни        | Музыка                                    | Длительность |
| --- | ------------------------------------------- | ------------------ | ----------------------------------------- | ------------ |
| 13. | «La Isla Bonita» (кавер песни Мадонны)      | Madonna            | Patrick Leonard · Bruce Gaitsch · Madonna | 3:43         |
| 14. | «Fifty-Sixty» (Rolf Honey Remix)            | Fauque · Chatelain | Chatelain                                 | 3:28         |
| 15. | «Mademoiselle Juliette» (Datsu Remix)       | Fauque · Chatelain | Chatelain                                 | 3:28         |
| 16. | «Fifty-Sixty» (Edana Remix)                 | Fauque · Chatelain | Chatelain                                 | 3:26         |
| 17. | «Mademoiselle Juliette» (Bimbo Jones Remix) | Fauque · Chatelain | Chatelain                                 | 3:00         |

| №   | Название | Длительность |
| --- | --- | ------------ |
| 16. | «Mademoiselle Juliette» (музыкальное видео) | 3:41         |
| 17. | «Fifty-Sixty La Trilogie» (Оригинальное музыкальное видео; продюсеры: Yannick Saillet и Chic & Artistic; David Rubato Remix, продюсер: Rebecca Zlotowski и Art Direction by House of Kids; Rolf Honey Remix, продюсер Jihad Kahwajy) | 10:52        |
| 18. | «Alizée en México» (Первые четыре дня Ализе в Мексике во время её промо-визита в марте 2008, courtesy by Prodigy/MSN México) | 6:37         |

## Синглы
| Оценки критиков | Оценки критиков |
| Источник        | Оценка          |
| --------------- | --------------- |
| SACEM/SNEP      | Положительный   |
| Popjustice      | [ 16 ]          |
| Stereology      | [ 17 ]          |
| Mixup Mexico    | [ 18 ]          |

- «Mademoiselle Juliette»: стала первым синглом, выпущенным 30 сентября 2007 года.[1] Видеоклип достиг 1 места на MTV Latin America и 138 места среди 150 самых главных видео этого канал за последние 15 лет. Песня достигла 22 места во Франции, 13 в Top Download Singles chart, 45 в России и 77 в Европе.
- «Fifty-Sixty»: была выпущена в качестве второго и последнего мирового сингла в феврале 2008 года.

### Промосинглы
- «Lilly Town»: песня должна была стать вторым синглом, но им стала «Fifty-Sixty». Рекорд-лейбл решил окончить продвижение альбома, и композиция была отослана на мексиканские радиостанции в марте 2008 года, где достигла успеха.
- «La Isla Bonita»: была выпущена в качестве сингла для рекламы World Tour Edition, является кавер-версией песни Мадонны. Релиз состоялся в августе 2008 года. Песня попала в тор-10 мексиканского чарта и достигла второго места во Франции.[19]

## Чарты и сертификации
| Чарт (2007)                         | Наивысшее место |
| ----------------------------------- | --------------- |
| Бельгия (Валлония)                  | 50              |
| Франия                              | 10              |
| Французский цифровой чарт           | 2               |
| Мексика                             | 15              |
| Мировой мексиканский альбомный чарт | 1               |
| Польша                              | 24              |
| Швейцария                           | 99              |

| Страна  | Сертификация | Продажи/отгрузка |
| ------- | ------------ | ---------------- |
| Франция | Золотой      | 75,000           |
| Россия  | Золотой      | 10,000+          |
| Мексика | Золотой      | 50,000+          |

## История релиза
| Регион    | Дата                | Лейбл                              | Формат               |
| --------- | ------------------- | ---------------------------------- | -------------------- |
| Франция   | 23 ноября 2007 года | Sony BMG                           | Цифровая дистрибуция |
| Мексика   | 23 ноября 2007 года | Sony BMG                           | CD                   |
| Франция   | 3 декабря 2007 года | Sony BMG                           | CD                   |
| Франция   | 3 декабря 2007 года | Sony BMG                           | CD/DVD               |
| Франция   | 3 декабря 2007 года | Sony BMG                           | Грампластинка        |
| Швейцария | 3 декабря 2007 года | Sony BMG                           | CD                   |
| Бельгия   | 3 декабря 2007 года | Sony BMG                           | CD                   |
| Польша    | 28 января 2008 года | Sony BMG                           | CD                   |
| Германия  | 8 февраля 2008 года | Sony BMG                           | CD                   |
| Мексика   | 25 июня 2008 года   | Sony BMG                           | CD/DVD               |
| Мир       | 22 июля 2022 года   | La Pocket Factory (Paradize Music) | Цифровая дистрибуция |
| Мир       | 3 марта 2023 года   | La Pocket Factory (Paradize Music) | CD/грампластинка     |